# Tmui

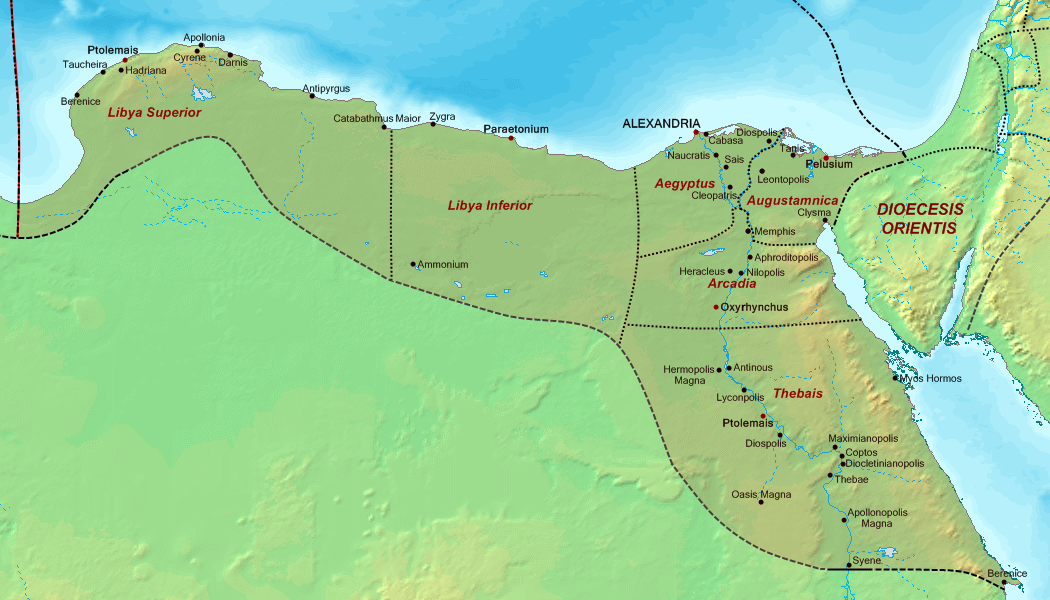
Le diocesi dell'Egitto nell'anno 400 d.C., con l'Augustaminica a Nord-Est.

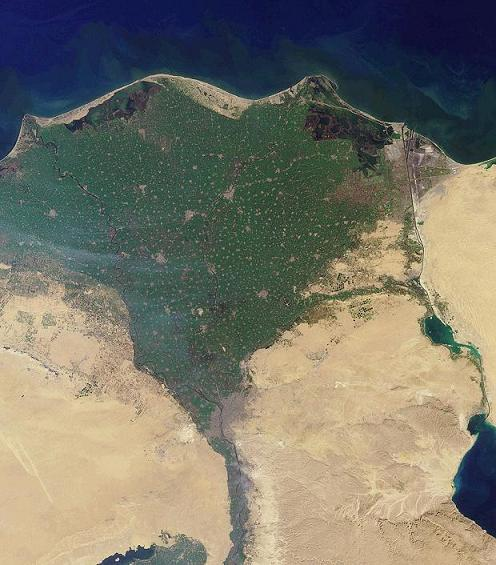
Il delta del Nilo visto dal satellite.

Tmui, odierna Tell El-Timai, è una città del Basso Egitto, sul canale orientale del Nilo, tra il ramo tanitico e il ramo mendesiano. Nell'Egitto ellenistico Tmui sostituì Djedet nel ruolo di capoluogo del 16º distretto, di nome Kha, del Basso Egitto. (Erodoto, II, 166). Le due città distano tra di loro soltanto di alcune centinaia di metri. Tolomeo dice anche che la città era la capitale del distretto mendesiano.
Thumis fu sede vescovile della provincia romana di Augustamnica Prima, suffraganea di Pelusium. Oggi fa parte del Santo Metropolitanato Copto di Beheira (Tmui ed Ermopoli Parva), Mariout (Mariotis), Marsa Matruh (Antiphrae e Paractorium), Libia (Livis) e Pentapoli (Cirenaica).
Nel IV secolo era ancora un'importante città romana, possedeva una propria amministrazione ed era esentata dalla giurisdizione del prefetto di Alessandria d'Egitto. Esisteva ancora ai tempi dell'invasione araba nel 641 a.C., e fu in seguito chiamata al-Mourad o Al-Mouradeh. Scomparve probabilmente dopo la conquista turca.
Le sue rovine si trovano a Tell El-Timai, ca. otto chilometri a nord-ovest di Sinbellawein, stazione ferroviaria lungo la linea da Zagazig a Mansura nella regione del Delta centrale.
Le Quien (Oriens christianus, II, 537) menziona nove vescovi di Tmui, dei quali gli ultimi tre furono monofisiti medievali. Gli altri sei furono:
- San Filea martire (nel martirologio, 4 febbraio)
- San Donato, suo successore, martire
- San Liberio (non Caio), al Primo concilio di Nicea nel 325
- San Serapione di Thmuis, morto poco dopo il 360, autore di varie opere, in parte conservate, amico di Sant'Atanasio di Alessandria e discepolo di Sant'Antonio abate.
- Tolomeo al Concilio di Seleucia (359)
- Aristobolo, al Primo concilio di Efeso (431)